# Senat (Chile)

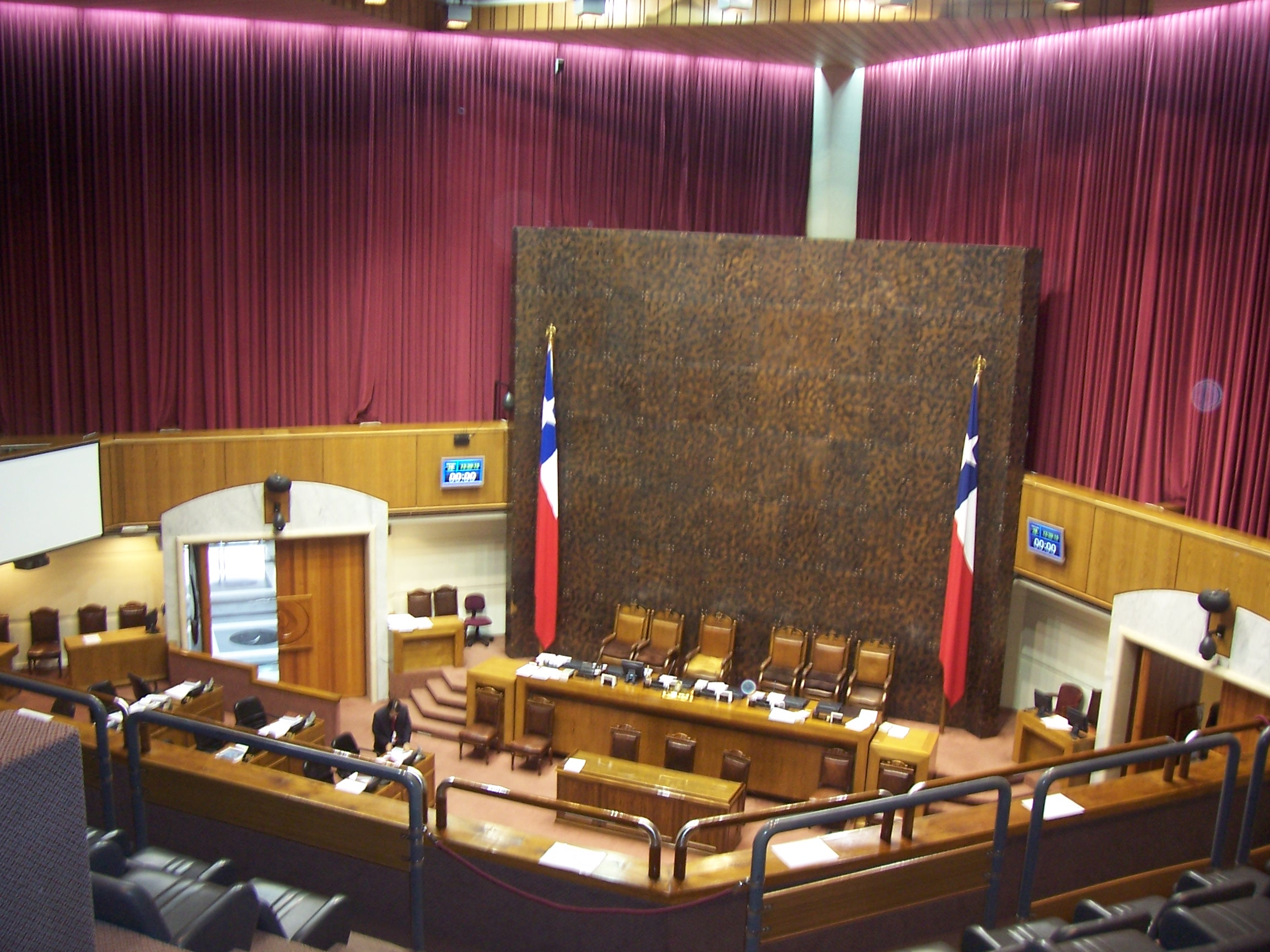
Sala posiedzeń

Senat - izba wyższa chilijskiego Kongresu Narodowego składająca się z 38 senatorów. Do 11 marca 2006 wśród jego członków byli senatorowie z nominacji oraz byli prezydenci Eduardo Frei Ruiz-Tagle i Augusto Pinochet. Wtedy to w senacie zasiadło 20 nowo wybranych senatorów zastępujących tych pochodzących z nominacji (odpowiednią nowelę konstytucyjną przyjęto rok wcześniej). Kandydat na senatora musi mieć skończone 35 lat, mieć czynne prawo wyborcze i co najmniej średnie wykształcenie. Senat jest wybierany na osiem lat przy czym połowa składu zmienia się co cztery lata. Siedzibą kongresu jest Valparaiso.